# Fondamentalisme islamique dans le nord du Nigeria
 (novembre 2024).
Le fondamentalisme islamique se définit par l'adhésion à une interprétation fondamentaliste de l'Islam, souvent marquée par une propension à utiliser la violence comme moyen d'atteindre des objectifs politiques, notamment à travers le djihadisme. Dans le contexte contemporain, cette forme de fondamentalisme au nord du Nigeria est manifestée par l'insurrection de Boko Haram et les activités de prosélytisme menées par des groupes salafistes comme la société Izala.

## Izala
Izala fut la première organisation islamiste des temps modernes à prôner ouvertement une transformation militante des institutions dans le nord du Nigéria, conforme aux interprétations fondamentalistes de l'Islam. Fondée officiellement en 1978 avec le soutien financier de l'Arabie saoudite, elle se divisa entre la vision ikhwaniste-qutbiste, plus militante, et la vision maududiste, plus politique. Les ikhwanistes s'inspirèrent des enseignements du premier mouvement wahhabite Ikhwan ainsi que de Sayyid Qutb, justifiant le renversement violent des systèmes jugés non islamiques. En 2001, une faction des ikhwanistes se sépara pour former Boko Haram. La faction maududiste s'inspira des enseignements d'Abubakar Gumi et d'Abul A'la Maududi, prônant un jihad politique « intelligent » visant à minimiser toute perte de vies humaines de leur côté.